# إليجاه براون
إليجاه براون هو راقص ومؤدي عروض كندي، يُعرف من خلال أعماله مع سيلين ديون وفرانكو دراغون وماري كوينارد. ولد عام 1971.